# Henry Latimer

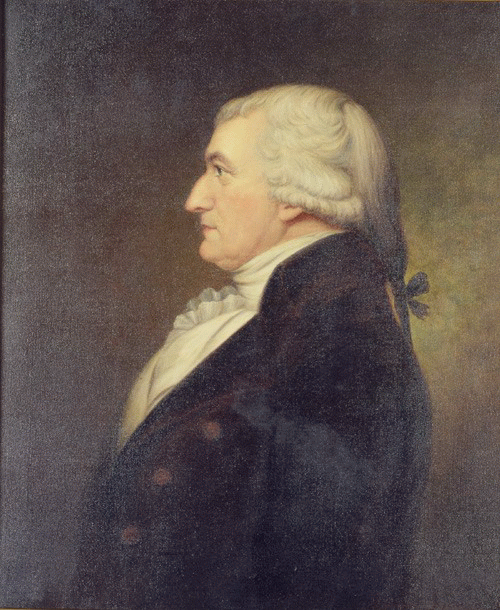
Henry Latimer

Henry Latimer (* 24. April 1752 in Newport, Kolonie Delaware; † 19. Dezember 1819 in Philadelphia, Pennsylvania) war ein US-amerikanischer Politiker (Föderalistische Partei), der den Bundesstaat Delaware in beiden Kammern des Kongresses vertrat.

## Herkunft und frühes Leben
Henry Latimers Vater James war ein wohlhabender Geschäftsmann und saß selbst von 1778 bis 1779 im Parlament von Delaware. Später nahm er an der Staatsversammlung teil, die am 7. Dezember 1787 die Verfassung der Vereinigten Staaten ratifizierte. Auch Henrys älterer Bruder George war von 1779 bis 1782 Parlamentsabgeordneter in Delaware; später amtierte er als Speaker des Repräsentantenhauses von Pennsylvania.
Nach Abschluss medizinischer Studien besuchte Henry Latimer ab 1773 zunächst das College of Philadelphia, ehe er 1775 nach Schottland übersiedelte und seine Ausbildung am College von Edinburgh beendete. Er kehrte nach Amerika zurück und geriet dort in die Wirren des Unabhängigkeitskrieges. Als Mitglied des Flying Hospital gehörte er zu einer mobilen medizinischen Einheit in Diensten der Kontinentalarmee. Dabei nahm er auch an der Schlacht von Brandywine teil.

## Politische Laufbahn
Am 8. April 1784 wurde Latimer als Delegierter in den Kontinentalkongress gewählt. Allerdings nahm er nicht an dessen Sitzungen in Annapolis teil und wurde durch einen anderen Politiker ersetzt. Wie zuvor sein Vater und sein Bruder zog er dann in das Repräsentantenhaus von Delaware ein, dem er von 1787 bis 1791 angehörte. Während des letzten Jahres fungierte er als Parlamentspräsident. 1792 trat er bei der Wahl zum Repräsentantenhaus der Vereinigten Staaten gegen John Patten von der Demokratisch-Republikanischen Partei an und unterlag diesem mit einem Unterschied von 30 Stimmen. Latimer focht das Ergebnis allerdings an und bekam Recht, woraufhin er seinen Sitz im Kongress am 14. Februar 1794 einnehmen konnte. Bei der folgenden Wahl im selben Jahr traf er wiederum auf Patten, der sich diesmal mit einer größeren Mehrheit durchsetzte.
Noch vor dem ursprünglichen Ende seiner Amtszeit im März 1795 wurde Latimer vom Parlament Delawares zum US-Senator gewählt, woraufhin er am 7. Februar dieses Jahres sein Abgeordnetenmandat niederlegte und in den Senat wechselte. Dort nahm er den zuvor über ein Jahr lang vakant gebliebenen Platz von George Read ein. Nachdem er zunächst dessen Amtsperiode beendet hatte, glückte Latimer auch die Wiederwahl; jedoch trat er am 28. Februar 1801 wieder von diesem Amt zurück. Er war in der Folge nicht mehr politisch tätig, übte aber zahlreiche andere Aufgaben aus: So war er Direktor der Bank of Delaware, Präsident der landwirtschaftlichen Gesellschaft im New Castle County und Kuratoriumsvorsitzender des Newark College.
Latimer verstarb 1819 in Philadelphia und wurde auf dem Presbyterian Cemetery von Wilmington beigesetzt. Als dieser Friedhof der Bücherei des Wilmington Institute weichen musste, wurden seine sterblichen Überreste auf den Wilmington and Brandywine Cemetery umgebettet.